# جائزة إيطاليا الكبرى 2017
جائزة إيطاليا الكبرى 2017 هو سباق فورمولا 1 أقيم بتاريخ 3 سبتمبر 2017 في حلبة مونزا، إيطاليا. كان الثالث عشر من أصل 20 في بطولة العالم لسباقات الفورمولا واحد موسم 2017. حلّ البريطاني لويس هاملتون أولا بينما جاء الفنلندي فالتيري بوتاس في المركز الثاني وحصل على المركز الثالث الألماني سباستيان فيتل.

## الترتيب النهائي
|         | الترتيب | السائق        | النقاط |
| ------- | ------- | ------------- | ------ |
| 1       | 1       | لويس هاملتون  | 238    |
| 1       | 2       | سباستيان فيتل | 235    |
|         | 3       | فالتيري بوتاس | 197    |
|         | 4       | دانيل ريكاردو | 144    |
|         | 5       | كيمي رايكونن  | 138    |
| المصدر: |         |               |        |